# 오노 유지
오노 유지(일본어: 小野 裕二, 1992년 12월 22일 ~ )는 일본의 축구 선수이다. 현재 J1리그의 사간 도스에서 뛰고 있다.

## 구단 경력
그는 2010년부터 J리그의 요코하마 F. 마리노스, 사간 도스, 감바 오사카에서 뛰었다.